# Vilík (postava)
Vilík je postava knihy a seriálů Včelka Mája. Je nejlepším kamarádem včelky Máji, se kterou je nerozlučný.
Jde o trubce, je líný, dosti bojácný a nesnáší nebezpečí. S Májou vychází velmi dobře, i když se mu vůbec nelíbí dobrodružství, do kterých se Mája pouští. Jeho nejoblíbenější činnost je spaní a cpaní se nektarem. Zatímco v prvním seriálu s Májou trávil všechen čas na louce, tak v novém seriálu přespává v úlu a je s Májou jen přes den. Povahou je to kliďas, ale myslí především na sebe.
V 2. řadě prvního seriálu se ze začátku se choval špatně k myšákovi Alexandrovi, ale pak ho to přešlo, také byl občas škodolibý. Oproti původnímu seriálu u něj došlo v tom novém k výraznější změně povahy, nově je přátelštější, přejícný a důvěřivý. Stejně jako Mája se stal jednou dočasně součástí mravenčí kolonie, protože si kvůli ztrátě paměti myslel, že je mravenec. Také jednou málem umřel hlady, protože si nedokázal najít nektar.

## Popis
Barvu a tvar těla má stejnou jako Mája. Hlavu má většinou v původním seriálu kulatou, ale v novém seriálu je jeho hlava velmi šišatá. Vlasy má tmavě hnědé a upravené jako pankáč. Podobně jako Mája má i Vilík v kreslené verzi pro plakáty a obrázky oči u sebe a o něco hustější vlasy. Stejně jako Mája je v novém seriálu mnohem hubenější než v předchozích dílech.